# Bubble Trouble (videogioco 1984)
Bubble Trouble è un videogioco pubblicato a inizio 1984 o forse fine 1983 per ZX Spectrum dalla Arcade Software di Orpington.
Si controlla un ladro che deve raccogliere oggetti preziosi ed evitare mostri a forma di bolla. È possibile sparare ai nemici, ma si dispone solo di un colpo ogni 10 secondi. Ci sono 50 livelli che sono semplici labirinti a schermo fisso.
Non va confuso con un omonimo Bubble Trouble per Spectrum che uscì come listato su Your Sinclair, privo di somiglianze.